# Telemidae
Telemidae zijn een familie van spinnen. De familie telt 9 beschreven geslachten en 69 soorten.

## Geslachten
- Apneumonella Fage, 1921
- Cangoderces Harington, 1951
- Guhua Zhao & Li, 2017[2]
- Jocquella Baert, 1980
- Kinku Dupérré & Tapia, 2015
- Pinelema Wang & Li, 2012
- Seychellia Saaristo, 1978
- Telema Simon, 1882
- Telemofila Wunderlich, 1995
- Usofila Keyserling, 1891

## Taxonomie
Voor een overzicht van de geslachten en soorten behorende tot de familie zie de lijst van Telemidae.